# 山本雅之
山本 雅之（やまもと まさゆき、1954年 <昭和29年> 9月27日- ）は、日本の医学者。学位は医学博士（東北大学・1983年）。東北大学東北メディカル・メガバンク機構機構長。紫綬褒章、日本学士院賞受賞者。群馬県渋川市出身。
米国ノースウェスタン大学博士研究員、筑波大学先端学際領域研究センター (現生命領域学際研究センター) 教授、東北大学医学系研究科教授、東北大学副学長、東北大学大学院医学系研究科研究科長などを歴任した。
「生体の環境適応・応答の分子機構」に関する研究で、2012年に紫綬褒章、2014年に日本学士院賞を受賞した。

## 経歴
- 1954年 群馬県利根郡水上町に生まれる
- 1973年 群馬県立渋川高等学校卒業[6]
- 1979年 東北大学医学部卒業
- 1983年 東北大学大学院医学研究科修了（医学博士）
- 1983年 米国ノースウェスタン大学博士研究員
- 1986年 富山医科薬科大学助教授
- 1989年 米国ノースウェスタン大学上級研究員
- 1991年 東北大学医学部講師
- 1995年 筑波大学先端学際領域研究センター/基礎医学系教授
- 2002年 -2007年科学技術振興機構（ERATO）環境応答プロジェクト研究総括責任者[7]
- 2004年 ジョンズ・ホプキンズ大学客員教授[8]
- 2007年 -2023年 東北大学大学院医学系研究科教授
- 2008年 -2012年 東北大学大学院医学系研究科長・医学部長・副学長
- 2012年 東北大学東北メディカル・メガバンク機構・機構長・教授[2]
- 2018年 -2019年 日本生化学会会長[9]
- 2024年 JAXA 有人宇宙技術部門 宇宙医学研究ディレクタ[10]

## 受賞歴
- 1995年 東北大学医学部奨学賞・金賞[11]
- 2007年 つくば賞[12]
- 2008年 日産科学賞[13]
- 2010年 東レ科学技術賞[14]
- 2011年 Leading Edge in Basic Science Award (Society of Toxicology)[15]
- 2012年 上原賞[16]
- 2012年 紫綬褒章[17]
- 2013年 高峰記念第一三共賞
- 2014年 日本学士院賞[4]
- 2016年 日本毒性学会特別賞[18]
- 2020年 FAOBMB Award for Research Excellence[19]
- 2021年 Lester Packer Award, Society for Free Radical Research[20]
- 2023年 安藤百福賞優秀賞[21]

2018から連続7年間、Clarivate Analytics社のHighly Cited Researchers（高被引用論文著者）に選出されている。

## 主な研究活動
- がんを発生させる物質や活性酸素の解毒といった、細胞内の解毒の仕組を長年研究している[23]。具体的には、GATA転写因子群による血液細胞分化、KEAP1-NRF2システムによる酸化ストレス応答機構、低酸素ストレス応答などをテーマに研究を行っている[24]。
- 東北メディカル・メガバンク機構機構長として、ゲノムコホート研究を実施している[2]。
- 「生体防御機能強化による宇宙ストレス克服法の開発」「健康長寿社会の実現」をテーマに、国際宇宙ステーション（ISS）日本実験棟「きぼう」のプロジェクトに採用されている[25][26]。2021年度～2022年度の宇宙飛行士候補者募集・選抜において宇宙飛行士審査委員会の外部委員を務めた[27]。

## 人物・エピソード
- 研究において、「合理主義と実証主義」、「批判精神」の重要性を述べている[28]。
- 組織において、「尊敬と友情」が大事であると述べている[29]。
- James Douglas Engelが主宰する研究室に留学し、彼に師事している[30]。彼との出会いは、山本の研究に大きな影響を与え、帰国後もEngelと様々な共同研究を実施している[31]。

## 所属学会
- 日本癌学会
- 日本血液学会
- 日本生化学会
- 日本発生生物学会
- 日本分子生物学会
- アメリカ血液学会（ASH）
- アメリカ生化学・分子生物学会（ASBMB）
- アメリカ微生物学会（ASM）
- 赤血球基礎研究会